# أبو إسحاق السبيعي
أبو إسحاق عمرو بن عبد الله السَّبِيعي (33 هـ - 127 هـ) تابعي وأحد رواة الحديث النبوي، وعالم أهل الكوفة ومحدثها في زمانه.ولد أبو إسحاق في الكوفة، قال ابن منده: «وفيها - سنة ثلاثة وثلاثين - ولد أبي إسحاق السبيعي، وقيل في إحدى وثلاثين»، وقال شريك: «ولد أبو إسحاق السبيعي في سلطان عثمان لثلاث سنين بقين منه، ومات سنة سبع وعشرين ومائة».

## سيرته
ينتمي أبو إسحاق عمرو بن عبد الله بن عبيد وقيل عمرو بن عبد الله بن علي وقيل عمرو بن عبد الله بن أبي شعيرة ذي يُحْمَد وقيل عمرو بن عبد الله بن علي بن أحمد بن ذي يحمد إلى بنو سبيع، وهم بطن من بطون همدان. وقد ولد سنة 33 هـ في خلافة عثمان بن عفان، وشارك في الغزوات الإسلامية على الدولة البيزنطية في خلافة معاوية بن أبي سفيان.
طال عمر أبي إسحاق حتى كُفّ بصره في آخر عمره، وكان مُكثرًا للصوم، يصوم الأشهر الحُرُم، وثلاثة أيام من كل شهر والاثنين والخميس، وقد توفي سنة 127 هـ.

## روايته للحديث النبوي
- روى عن: معاوية بن أبي سفيان وعدي بن حاتم الطائي وعبد الله بن عباس والبراء بن عازب وزيد بن أرقم وعبد الله بن عمرو بن العاص وأبي جحيفة السوائي وسليمان بن صرد وعمارة بن رؤيبة الثقفي وعبد الله بن يزيد الخطمي الأنصاري وعمرو بن الحارث بن أبي ضرار الخزاعي ومسروق بن الأجدع والضحاك بن قيس الفهري وعمرو بن شرحبيل الهمداني والحارث الأعور وهبيرة بن يريم وشمر بن ذي الجوشن وعمر بن سعد بن أبي وقاص وعبيدة بن عمرو السلماني وعاصم بن ضمرة السلولي وعبد الله بن عتبة بن مسعود وعمرو بن ميمون الأودي وصلة بن زفر العبسي وسعيد بن وهب الخيواني وعبد الرحمن بن أبزى الخزاعي وحارثة بن مضرب وعبد الله بن معقل وأبي الأحوص عوف بن مالك الجشمي ومسلم بن نذير والأسود بن هلال المحاربي وشريح القاضي وأبي عبيدة بن عبد الله بن مسعود الهذلي وكميل بن زياد النخعي والمهلب بن أبي صفرة[1] وأربدة التميمي وأرقم بن شرحبيل والأسود بن يزيد النخعي والأشعث بن قيس والأغر بن سليك والأغر أبي مسلم وأنس بن مالك وبريد بن أبي مريم السلولي وجابر بن سمرة وجبلة بن حارثة الكلبي وجرير بن عبد الله البجلي وجري بن كليب النهدي وحارثة بن وهب الخزاعي وحبشي بن جنادة وخالد بن عرفطة العذري وخالد بن قثم بن العباس بن عبد المطلب وخيثمة بن عبد الرحمن ودارم الكوفي وذكوان أبي صالح السمان ورافع بن خديج والربيع بن البراء بن عازب والزبير بن عدي وزيد بن يثيع والسائب والد عطاء بن السائب وسعد بن عياض الثمالي وسعيد بن جبير وسعيد بن ذي حدان وسعيد بن أبي كرب وسلمة بن قيس الأشجعي وشريح بن النعمان الصائدي وشريك بن حنبل وصعصعة بن صوحان العبدي وطلحة بن مصرف وعابس بن ربيعة وعاصم بن عمرو البجلي عامر بن سعد البجلي وعامر الشعبي وعبد الله بن الأغر وعبد الله بن أبي بصير العبدي وعبد الله بن الحارث بن نوفل وعبد الله بن خليفة الهمداني وعبد الله بن الخليل الحضرمي وعبد الله بن الزبير وعبد الله بن سعيد بن جبير وعبد الله بن عطاء وعبد الله بن عمر بن الخطاب وعبد الله بن مالك الهمداني وعبد الله البهي وعبد الجبار بن وائل بن حجر وعبد خير الهمداني وعبد الرحمن بن الأسود النخعي وعبد الرحمن بن سعد مولى ابن عمر وعبد الرحمن بن أبي ليلى وعبد الرحمن بن يزيد النخعي وعبيد الله بن جرير بن عبد الله البجلي وعبيدة بن ربيعة وعدي بن ثابت الأنصاري وعروة بن الجعد البارقي وعطاء بن أبي رباح وعكرمة مولى ابن عباس وعلي بن ربيعة الوالبي وعمارة بن عبد الكوفي وعمرو بن أوس الثقفي وعمرو بن أبي جندب وعمرو بن حبشي الزبيدي وعمرو بن حريث المخزومي وعمرو بن غالب الهمداني وعمرو بن مرة وعمرو بن ذي مر الهمداني والعلاء بن عرار والعيزار بن حريث وفروة بن نوفل والقاسم بن عبد الرحمن بن عبد الله بن مسعود والقاسم بن مخيمرة وقيس بن أبي حازم وكدير الضبي ومالك بن زبيد الهمداني ومجاهد بن جبر ومحمد بن سعد بن أبي وقاص ومحمد الباقر ومسلم البطين والمسور بن مخرمة والمسيب بن رافع ومصعب بن سعد بن أبي وقاص ومطر بن عكامس ومغراء العبدي وموسى بن طلحة بن عبيد الله وناجية بن كعب الأسدي ونافع مولى ابن عمر والنعمان بن بشير ونمير بن غريب وهانئ بن هانئ وهزيل بن شرحبيل وهلال بن يساف ووهب بن جابر الخيواني ويحيى بن وثاب وأبي أسماء الصيقل وأبي بردة بن أبي موسى الأشعري وأبي بصير العبدي وأبي بكر بن أبي موسى الأشعري وأبي حبيبة الطائي وأبي حذيفة الأرحبي وأبي حية بن قيس الوادعي وأبي عبد الله الجدلي وأبي عبد الرحمن السلمي وأبي عمر البهراني وأبي ليلى الكندي وأبي المغيرة البجلي.[2]
- روى عنه: محمد بن سيرين وابن شهاب الزهري وقتادة بن دعامة وصفوان بن سليم وسليمان بن مهران الأعمش وزيد بن أبي أنيسة وزكريا بن أبي زائدة ومالك بن مغول وشعبة بن الحجاج وابنه يونس بن أبي إسحاق وحفيده إسرائيل بن يونس وزائدة بن قدامة وإسماعيل بن أبي خالد وأشعث بن سوار وعمار بن زريق والحسين بن واقد المرزوي والحسن بن صالح بن حي وإبراهيم بن طهمان وأبو وكيع الجراح بن مليح الرؤاسي وجرير بن حازم وحمزة بن حبيب الزيات وفطر بن خليفة وورقاء بن عمر اليشكري وشعيب بن صفوان وشعيب بن خالد ورقبة بن مصقلة وزهير بن معاوية وأخوه حديج بن معاوية وأبو عوانة الوضاح بن عبد الله اليشكري وشريك القاضي وأبو الأحوص سلام بن سليم وأبو بكر بن عياش المقرئ وسفيان بن عيينة[1] وأبان بن تغلب وأبو شيبة إبراهيم بن عثمان العبسي وإبراهيم بن ميمون الصائغ والأجلح بن عبد الله الكندي وإسماعيل بن حماد بن أبي سليمان وحبيب بن الشهيد وحجاج بن أرطاة والحكم بن عبد الله النصري وحماد بن يحيى الأبح وخلف بن حوشب وزياد بن خيثمة وسعاد بن سليمان وأبو سنان سعيد بن سنان الشيباني وسفيان الثوري وسفيان بن عيينة وسليمان التيمي وسليمان بن معاذ وسهيل بن أبي صالح وشريك بن عبد الله بن أبي نمر وشعيب بن خالد البجلي وشعيب بن صفوان وعبد الله بن بشر الرقي وعبد الله بن المختار وعبد الجبار بن العباس وعبد الرحمن بن حميد بن عبد الرحمن الرؤاسي وعبد الكريم بن عبد الرحمن البجلي وعبد الملك بن سعيد بن أبجر وعبد الوهاب بن بخت وعلي بن صالح بن حي وعمارة بن رزيق وعمر بن أبي زائدة وعمر بن عبيد الطنافسي وعمرو بن قيس الملائي وعمرو بن أبي قيس الرازي والعوام بن حوشب وغيلان بن جامع وفضيل بن غزوان وفضيل بن مرزوق وليث بن أبي سليم ومحمد بن عجلان ومسعر بن كدام ومطرف بن طريف والمطلب بن زياد والمغيرة بن مسلم السراج ومنصور بن عبد الرحمن الغداني ومنصور بن المعتمر وموسى بن عقبة وهاشم بن البريد وهلال أبو هاشم الباهلي ويزيد بن عبد الله بن الهاد ويعقوب بن أبي المتئد وحفيده يوسف بن إسحاق بن أبي إسحاق وابنه يوسف بن أبي إسحاق وأبو حريز قاضي سجستان وأبو حمزة الثمالي وأبو خالد الدالاني وأبو مالك النخعي.[2]
- الجرح والتعديل: كان أبو إسحاق السبيعي كثير الرواية، فقد قال علي بن المديني: «لم يرو عن هبيرة بن يريم، وهانئ بن هانئ إلا أبو إسحاق، وقد روى عن سبعين رجلاً أو ثمانين لم يرو عنهم غيره، وأحصيت مشيخته نحوًا من ثلاثمائة شيخ»،[1][6] وقيل إنه سمع من ثمانية وثلاثين صحابيًا.[6] وقال أبو حاتم الرازي: «ثقة، وهو أحفظ من أبي إسحاق الشيباني، ويشبه الزُهري في كثرة الرواية، واتساعه في الرجال».[7] وقد وثّقه أحمد بن حنبل ويحيى بن معين[1] والنسائي والعجلي.[6] كما روى له الجماعة.[6]

## قراءة القرآن
قرأ أبو إسحاق السبيعي القرآن على الأسود بن يزيد النخعي وأبي عبد الرحمن السُلميّ، وقد قرأ عليه القرآن عرضًا حمزة بن حبيب الزيات. وكان يقرأ القرآن كاملاً كل ثلاثة أيام.

## مكانته الدينية
قال عنه الذهبي: «كان من العلماء العاملين، ومن جلة التابعين»، وقال: «كان طلاّبةٌ للعلم، كبير القدر»، وقال: «هو ثقة حجة بلا نزاع. وقد كبر وتغير حفظه تغير السن، ولم يختلط»، وقال جرير بن عبد الحميد: «كان يقال: من جالس أبا إسحاق، فقد جالس عليًّا »، وقال علي بن المديني: «حفظ العلم على الأمة ستة، فلأهل الكوفة أبو إسحاق والأعمش، ولأهل البصرة قتادة ويحيى بن أبي كثير، ولأهل المدينة الزُهري»، وقال أبو داود الطيالسي: «وجدنا الحديث عند أربعة، الزهري وقتادة وأبو إسحاق والأعمش. وكان قتادة أعلمهم بالاختلاف، والزهري أعلمهم بالإسناد، وأبو إسحاق أعلمهم بحديث علي وابن مسعود، وكان عند الأعمش من كل هذا، ولم يكن عند واحد من هؤلاء إلا الفين الفين»،
وحين سأل عبد الله بن أحمد بن حنبل أبوه أحمد بن حنبل قائلاً: «أيما أحب إليك أبو إسحاق أو السدي؟»، قال: «أبو إسحاق ثقة، ولكن هؤلاء الذين حملوا عنه بأخرة». وسأل رجل شعبة بن الحجاج: «سمع أبو إسحاق من مجاهد؟» قال شعبة: «ما كان يصنع بمجاهد. كان هو أحسن حديثًا من مجاهد، ومن الحسن وابن سيرين».